# Висока Пасіка
Висока Пасіка (рос. дореф. Высокая пасѣка) — колишнє урочище Троянівської волості Житомирського повіту Волинської губернії та хутір Троянівської сільської ради Троянівського району Житомирської округи.

## Населення
У 1906 році в поселенні налічувалося 5 мешканців, дворів — 1.

## Історія
У 1906 році — урочище Троянівської волості (6-го стану) Житомирського повіту Волинської губернії. Відстань до губернського та повітового центру, м. Житомир, становила 18 верст, від волосного центру, містечка Троянів — 6 верст. Найближче поштово-телеграфне відділення розміщувалося у Житомирі.
У 1923 році включене до складу новоствореної Троянівської сільської ради, яка 7 березня 1923 року увійшла до складу новоутвореного Троянівського району Житомирської округи. З 1924 року — хутір.
Після 1925 року не значився на обліку населених пунктів.